# 尼古拉·奧利斯拉格斯
尼古拉·奧利斯拉格斯（英語：Nicola Olyslagers，婚前姓McDermott，1996年12月28日—）是澳大利亞的跳高運動員。參加2020年東京奧運女子跳高項目以2.02公尺的成績獲得銀牌，該次比賽成績也使其成為大洋洲的女子跳高紀錄保持人。